# جایزه ولف در کشاورزی
جایزه ولف در کشاورزی سالانه یک بار توسط بنیاد ولف در اسرائیل اهدا می‌شود. این یکی از شش جایزه ولف
است که توسط این بنیاد از سال ۱۹۷۸ به آن اعطا می‌شود. بقیه در شیمی، ریاضیات، پزشکی، فیزیک و هنر هستند. این جایزه گاهی معادل «جایزه نوبل در کشاورزی» در نظر گرفته می‌شود، اگرچه همان توضیحات نیز به جایزه جهانی غذا
داده می‌شود.